# Poketinrivier
De Poketinrivier (Zweeds: Poketinjåkka) is een rivier die stroomt in de Zweedse  gemeente Kiruna. De Poketinrivier verzorgt de afwatering van het circa 2 km² grote Poketinjärvi. De rivier stroomt naar het zuiden weg en levert haar water na enkele kilometers alweer af aan het Ylinen Sevujärvi.
Poektin- is de verzweedsing van het Finse of Samische Bokkejan, dus de rivier komt ook voor onder de naam Bokkejanjohka; het meer heet ook wel Bokkejanjávri.
Afwatering: Poketinrivier → Sevurivier → Vittangirivier → Torne → Botnische Golf